# Burgwall Garz/Rügen
Der Burgwall Garz ist ein slawischer Burgwall südwestlich der Stadt Garz/Rügen. Die Wallburg hat eine ovale Form, ist etwa 200 Meter lang und 140 Meter breit. Ein Zugang befindet sich etwa in der Mitte der Westseite. Zum südlich gelegenen Garzer See (in Richtung Renz) ist der Wall gering aufgeschüttet. Seine Höhe über Stadt Garz beträgt bis zu 15 Meter.

## Geschichte
Die Burg wurde um 1165 als „Borgar Gardz“ erwähnt, als es zu kleinen kriegerischen Auseinandersetzungen mit dänischen Kriegern vor der Burg kam. Die Burg selbst soll keinen Angriffen ausgesetzt gewesen sein, verfiel aber trotzdem nach und nach. Vom Rügenfürst Wizlaw III. wurde um 1300 eine neue Burg samt einer Kapelle im Garzer Wall errichtet. Nach seinem Tod 1325 verfiel die Burg endgültig. Auf dem Wall befindet sich heute ein Gefallenendenkmal aus dem Ersten Weltkrieg und in seiner unmittelbaren Nähe das Ernst-Moritz Arndt Museum, wo man mehr über die Geschichte des Ortes erfahren kann.

## Gegenwart
Der Garzer Burgwall steht als Bodendenkmal unter Naturschutz. Er zählt hinsichtlich Größe und Erhaltungsgrad zu den bedeutendsten slawischen Burgwällen.
Ursprünglich wurde er mit dem der Burg Charenza verwechselt, über die in historischen Chroniken berichtet wurde. Neuere interdisziplinäre Forschungsergebnisse aus den Jahren 2004 und 2005 haben aber ergeben, dass der Burgwall bei Venz (zwischen Gingst und Trent an der Neuendorfer Wiek) mit bedeutend größerer Wahrscheinlichkeit die Fürsten- und Tempelburg Charenza war, die am 16. Juni 1168 – einen Tag nach der Eroberung der Tempelburg am Kap Arkona – dem dänischen König Waldemar I. und seinem Heerführer Bischof Absalon von Roeskilde nach vorausgegangenen Verhandlungen kampflos übergeben wurde.

## Nachweise
1. ↑  Kratzke, Reimann, Ruchhöft: Garz und Rugendahl auf Rügen im Mittelalter. In: Baltische Studien 2004 – Pommersche Jahrbücher für Landesgeschichte. Neue Folge Bd. 90, Verlag Ludwig, Kiel 2005, S. 25–52, ISBN 3-937719-02-4
2. ↑  Sven Wichert: Beobachtungen zu Karentia auf Rügen im Mittelalter. In: Baltische Studien 2005 – Pommersche Jahrbücher für Landesgeschichte. Neue Folge Bd. 91, Verlag Ludwig, Kiel 2006, S. 31–38, ISBN 3-937719-35-0